# Balsley Peak
Il Balsley Peak (in lingua inglese: Picco Balsley) è un prominente picco antartico, alto circa 1.100 m, situato 2,6 km a sudest del La Gorce Peak nei Monti Alessandra, in Antartide. 
La denominazione è stata assegnata nel 2004 dall' Advisory Committee on Antarctic Names (US-ACAN) in onore di James R. Balsley, componente della United States Geological Survey (USGS), che aveva condotto misurazioni magnetiche aeree in prossimità di questa vetta nel corso dell'Operazione Highjump del 1946-47; Basley divenne successivamente responsabile del Dipartimento di Geofisica dell'United States Geological Survey (USGS).